# Fuerte Barrancas

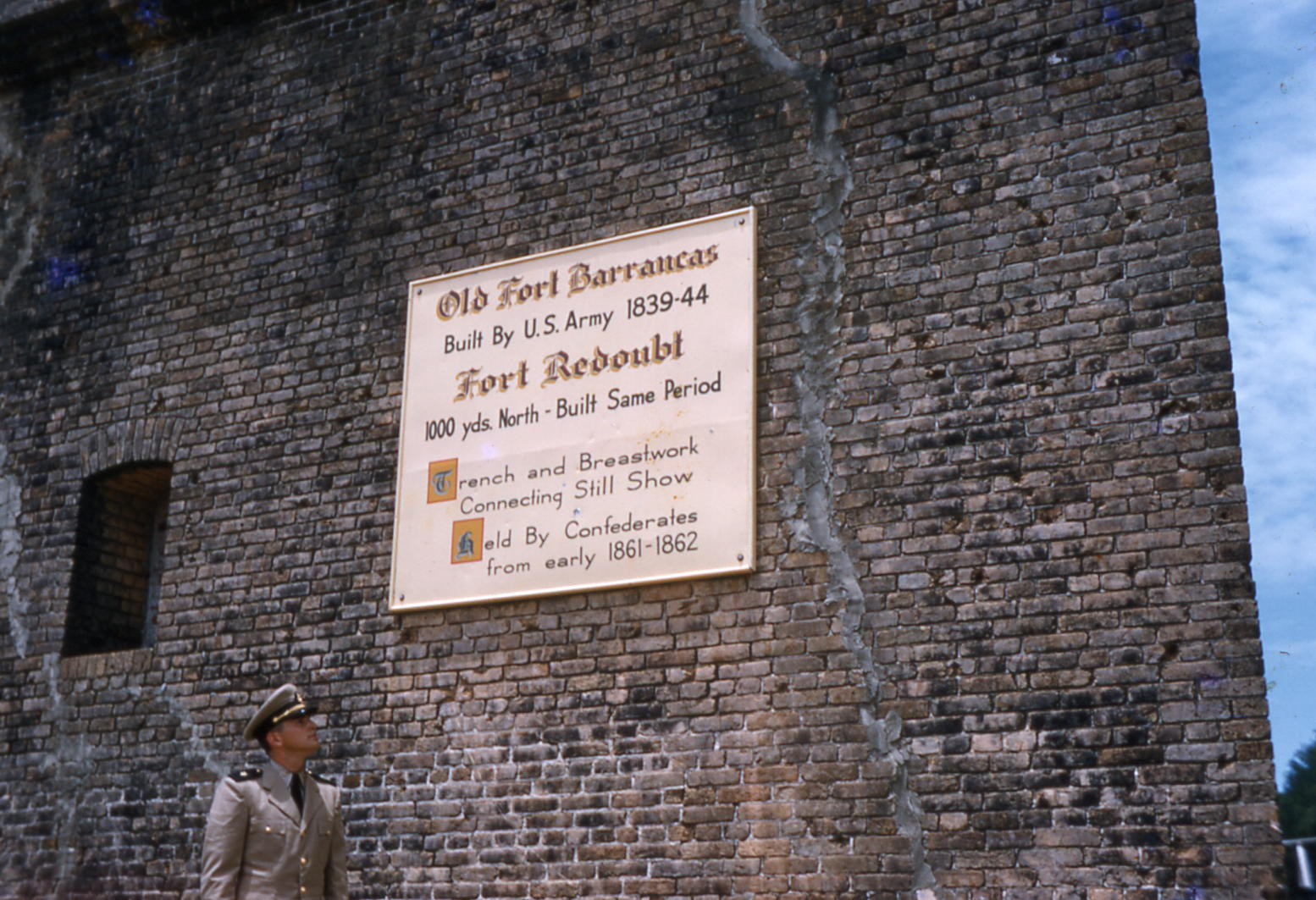
Placa conmemorativa (1956)

El Fuerte Barrancas (desde 1839) o bien Fuerte de San Carlos de Barrancas (desde 1787) es un fuerte histórico militar de los Estados Unidos que se encuentra en la zona de Warrington en Pensacola, Florida, y pertenece a la Estación Aérea Naval de Pensacola.

La cima del cerro (barranca), que se comunica con una batería naval a través de un túnel, domina la bahía de Pensacola, desde lo que hoy es la Estación Aérea Naval de Pensacola. El fuerte que estaba en la cima del cerro fue reconstruido en ladrillo (1839-1844), convirtiéndose en Fuerte Barrancas; el más viejo, la batería naval más abajo (Baterie de San Antonio, 1787) también ha sido llamado Fuerte San Carlos, por separado, siendo un remanente de cuando el viejo fuerte era de madera.
Abarcando una historia de varios siglos, el Ejército de EE. UU. desactivó Fuerte Barrancas el 15 de abril de 1947. Designado como Sitio Histórico Nacional (NHL, por sus siglas en inglés) en 1960, pasó bajo el control del Servicio de Parques Nacionales en 1971. Después de una concienzuda restauración durante 1971-1980, Fuerte Barrancas se abrió al público (“véase más abajo: cronología).

## Historia

### Florida española
Fuerte Barrancas se construyó en lo que fue el emplazamiento de numerosas fortalezas anteriores, incluido el de 1698, el Fuerte de San Carlos de Austria, destruido en 1719 (“véase más abajo: cronología”, para una historia resumida de la página).
El sitio fue utilizado como fortificación del puerto por los británicos, construyendo el Baluarte de la Real Armada en 1763. Los españoles reconquistaron Pensacola en 1781, y terminaron el fuerte de San Carlos de Barrancas en 1797 [3]. Barranca significa entre otras cosas "borde en pendiente de un terreno", quedando claro que la característica natural del terreno lo hacía ideal para la ubicación de la fortaleza.
En 1814, el fuerte fue el escenario de una pequeña batalla entre los británicos, españoles y estadounidenses, durante la Guerra de 1812. El general Andrew Jackson mandaba las fuerzas estadounidenses.
En 1818 durante la primera guerra Semínola, los defensores españoles del fuerte intercambiaron cañonazos con una batería estadounidense durante unos días. La fuerza estadounidense fue liderada de nuevo por el General Andrew Jackson. Los españoles se rindieron y entregaron la fortaleza, dejando Pensacola en manos estadounidenses. El tratado de Adams-Onís reconoció internacionalmente el dominio estadounidense sobre toda Florida.

### Territorio de Florida
A partir de la soberanía estadounidense, en 1821 Pensacola fue designada como astillero militar y las fortificaciones del puerto se construyeron para proteger su bahía de aguas profundas. Después de 1829, Fort Pickens y Fort McRee fueron construidos para defender el paso a la bahía de Pensacola.
Fuerte Barrancas, fue ampliado con ladrillos entre 1839-1844, y se encuentra en tierra firme. Fue construido para defenderse de los barcos entrantes en el puerto y de los ataques por tierra. El Reducto de avanzada fue construido al norte de la fortaleza, y fueron interconectados por una línea de trincheras. Este sistema protegía el astillero militar al este de los ataques de infantería.
Fuerte Barrancas fue diseñado por Joseph Gilbert Totten y fue conectado a la batería española por un túnel subterráneo. El Mayor William Henry Chase supervisó la construcción, hecha sobre todo por trabajo de esclavos.

### Estado de Florida

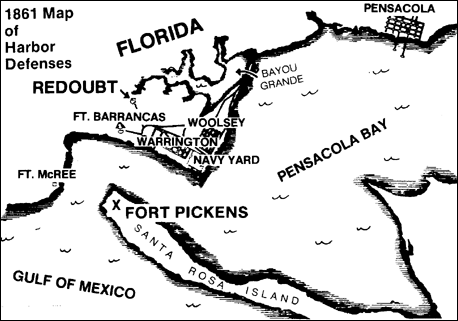
Croquis que muestra las defensas del puerto de entrada a la bahía de Pensacola en 1861. La ciudad de Warrington (que se encontraba al este de Fuerte Barrancas) se trasladó al norte de Bayou Grande en la década de 1930 para proporcionar tierras para la Estación Aérea Naval de Pensacola.

En 1861, antes del estallido de la guerra de Secesión, hubo una compañía de 50 soldados de EE. UU. estacionados en el Fuerte Barrancas, bajo el mando de John H. Winder. El 8 de enero, las tropas del estado de Florida al mando del coronel William Henry Chase exigieron que las tropas federales entregasen el fuerte. Las tropas federales dispararon a salve para repeler a las tropas estatales. Como Winder no estaba presente (y más tarde sería ascendido a General en el Ejército confederado), el teniente Adam J. Slemmer tomó el mando. Éste sabía que el Fuerte Pickens era más fácil de defender, por lo que disparó los cañones en Barrancas y cargó municiones y suministros una barcaza. Trasladó su compañía a través de la bahía de Fort Pickens, y retuvo el fuerte para la Unión hasta que terminó la Guerra Civil.
Soldados de la Confederación de Alabama, Luisiana y Misisipi se establecieron a continuación en Fuerte Barrancas. Mientras que una pequeña compañía de soldados podía defender el fuerte con éxito, se construyeron baterías adicionales a lo largo de la costa.
El General Braxton Bragg tomó el mando de la Pensacola confederada el 11 de marzo de 1861 y siguió trabajando en las baterías. El 9 de octubre, un grupo de la Confederación de 1000 hombres desembarcaron las tropas al este de Fuerte Pickens, pero fue repelido por las fuerzas de la Unión. Los fuertes McRee y Barrancas intercambiaron disparos con cañones pesados con el Fuerte Pickens el 22 y 23 de noviembre de 1861 y el 1 de enero de 1862. En mayo de 1862, después de saber que el ejército de la Unión había tomado Nueva Orleans, las tropas confederadas abandonaron Pensacola.
Cañones más fuertes y buques acorazados que se desarrollaron durante la Guerra Civil hizo que fuertes de mampostería como Fuerte Barrancas quedasen anticuados. El fuerte fue utilizado como una estación de señal, área de almacenamiento para armas pequeñas por el Ejército hasta 1946, cuando la tecnología más reciente en cuestión de armas hizo de la defensa costera un concepto obsoleto. El 15 de abril de 1947, Fuerte Barrancas fue desactivado y la Armada de los Estados Unidos incorporó el sitio en la Estación Aeronaval de Pensacola. Líderes locales, el Congreso y el Servicio de Parques Nacionales trabajaron para que designara a las defensas del puerto de Pensacola como un monumento nacional. En 1971, el Congreso autorizó el establecimiento de la Costa Nacional Islas del Golfo, como parte del Servicio de Parques Nacionales; después de una restauración de 1.2 millones de dólares, Fuerte Barrancas se abrió al público en 1980.

## Cronología
El sitio de Fort Barrancas fue protagonista de numerosos eventos en los últimos cinco siglos:
- 1559-1561: cuando los primeros españoles llegaron a Pensacola se asentaron por primera vez en la Isla de Santa Rosa, el sitio era una colina que mira al mar (cerca del Fuerte Pickens, construido alrededor de 1830);

- 1698: el sitio se convierte en Fuerte de San Carlos de Austria;[4]

- 1719: Fuerte de San Carlos de Austria es completamente destruido por los franceses;[4]

- 1763: bajo dominio británico, el sitio se convierte en Reducto de la Royal Navy construido de tierra y troncos;[3]

- 1787: bajo nuevo dominio español (desde 1781), una batería se construye de mampostería, convirtiéndose en la Batería de San Antonio;

- 1787-1797: bajo el dominio español, se añade en el risco alto de la colina, una estructura de madera y barro, con vistas a la batería, y se convierte en el Fuerte de San Carlos de Barrancas;[3]

- 1814: El Fuerte de San Carlos de Barrancas es volado por la evacuación británica, a la llegada de Andrew Jackson;[4]

- 1817: bajo el dominio español se reconstruye el fuerte de San Carlos de Barrancas;[4]

- 1839-1844: bajo el dominio estadounidense (desde 1821), la estructura de madera en la colina se sustituye con una imponente fortaleza de mampostería conectada a través de túnel a la batería (reformado en 1838), convirtiéndose en Fort Barrancas;[3]

- 1845-1869: el “Reducto de avanzada” se construye 1400 pies (427 m) al norte de la fortaleza;[3]

- 1861: bajo el gobierno de la Confederación, Fuerte Barrancas es bombardeado desde el Fuerte Pickens (bajo la Unión) en la isla de Santa Rosa, sufriendo los ataques más pesados el 22 y 23 de noviembre y el 7 de enero de 1862;[3]

- 1862: en mayo, el sitio de Pensacola se abandona a las tropas de la Unión después de la caída de Nueva Orleans;[3]

- 1941-1947: Fuerte Barrancas como una estación de señal y área de almacenamiento para armas pequeñas por el Ejército; el fuerte fue desactivado el 15 de abril de 1947;

- 1960: el 9 de octubre, el Fuerte de San Carlos de Barrancas se convierte en un “Hito Histórico Nacional”.[1]

- 1966: El Distrito Histórico Fuerte Barrancas (640 acres) entra en el Registro Nacional de Lugares Históricos, como el distrito número 66000263.[2][7]

- 1971: Fuerte Barrancas entra a formar parte de las Islas del Golfo de la costa nacional administrado por el Servicio de Parques Nacionales;[4]

- 1978-1980: Fuerte Barrancas se restaura en un proyecto de 18 meses y se abrió al público como un Monumento Histórico Nacional.

Durante los últimos 450 años, el sitio ha cambiado de nombre varias veces, dependiendo de qué país gobernado en la región.

## Museo
Fuerte Barrancas funciona actualmente como un centro de visitas de las Islas del Golfo de la costa nacional. Los visitantes pueden recorrer la fortaleza restaurada y la batería, aprender sobre la historia de la fortaleza a través de las exposiciones en el centro de visitantes, senderos para caminar y el Reducto de avanzada.